# ロブ・クラーリ
ロブ・クラーリ（Rob Chiarelli、1963年1月13日 - ）は、アメリカの音楽プロデューサー、ミキシング・エンジニア、ミュージシャンで作家。ウィル・スミスおよび『メン・イン・ブラック2』（2002年）のプロデューサーとして広く知られるほか、6つのグラミー賞獲得作品を含む数多くのゴールド・プラチナ認定アルバムや映画のサウンドトラックの制作に携わっている。

## 生い立ち
1963年1月13日にマサチューセッツ州ニュートンに生まれ、同州ウオルサムに移り住む。10歳でドラムスを始め、中学生時代には学校でバンドを組むほかボストン・ユース・シンフォニー・オーケストラでも演奏した。
ウオルサム高校を1981年に卒業し、マイアミ大学音楽院に奨学生として入学。ドン・コフマン、フレッド・ウィックストーム、ヴィンス・マッジョに師事。自身のバンド「インフェルノ」を組んだ。メンバーはトム・ミッチェル（ギター）、ダグ・コルスルード（キーボード）、リック・マギッツァ（サックス）、マイク・マンジーニ（ドラムス）、エド・ケイル（サックス）、マイク・ランバート（トランペット）、プロデューサーはゲイリー・ヴァンディであった。

## 経歴
1989年にロサンゼルスに移った後パラマウント・レコーディング・スタジオにアシスタント・エンジニアとして働き始め、短期間でレコーディング/ミキシング・エンジニアに昇進。伝説的プロデューサーのジェイ・キングと共に仕事をしたR&Bグループのクラブ・ヌーヴォーのグラミー賞受賞作で成果を収める。クラーリの仕事ぶりに感心したキングはクラブ・ヌーヴォーのアルバム全曲のミックスを依頼し、手がけたアルバムはビルボードのR&Bチャートで12位を記録した。カリフォルニア州グレンデールにあるアイレLAスタジオでクラブ・ヌーヴォーを手がける間、ミキシング・エンジニアでスタジオのオーナーでもあったクレイグ・バービッジと出会い、キャロウェイや、チャッキー・ブッカー、テディ・ペンダーグラスなどのアーティストの数多くのヒット作に携わった。
クラーリはセマフォ・レコードとのジョイント・ベンチャーとして1993年から1996年まで活動したメトロ・ビート・レコードのCEOでもあった。その後、1997年にBMG/レッド・アントが流通を担うジョイント・ベンチャー・レーベル「3.6レコード」をハリウッドに設立した。

### ミキシング
ミキシング・エンジニアとして、これまでウィル・スミスや、クリスティーナ・アギレラ、リアン・ライムス、メアリー・メアリー、ジャネット・ジャクソン、松居慶子、クーリオ、レイ・チャールズ、アメリカン・アイドル、P!NK、ジョニー・マティス、ポーラ・アブドゥル、ダイアナ・ロス、アン・ヴォーグ、アイス・キューブ、フォー・トップス、ヨランダ・アダムス、テンプテーションズ、3LW、ケー・シー＆ジョジョ、マドンナ、ザ・ネイキッド・ブラザーズ、アリーヤ、ヒラリー・ダフ、ジェシー・マッカートニー、リッキー・マーティン、ザ・コアーズ、ルーサー・ヴァンドロスなど、数多くの著名アーティストの作品を手がけている。
また、クリスティーナ・アギレラや、ウィル・スミス、メアリー・メアリー、ヨランダ・アダムスの作品を含め、幾度となくグラミー賞にノミネートされている。

### ミュージシャンとして
クラーリは正規の音楽教育を受けたミュージシャンであり、演奏楽器はエレクトリック・ベースとオーケストラのパーカッションである。彼のミュージシャンとしての演奏は、松居慶子、ウィル・スミス、ヒラリー・ダフ、ヴァルデマール・バストス、ジェシー・マッカートニー、タチアナ・アリ、テディ・ペンダーグラス、レイ・チャールズ、ジェニファー・ペイジ、ザ・コアーズの作品で聴くことができる。
彼の作曲は、 エリン・ボエーム（コンコード・レコード）や、サンズ・オブ・マン（BMG/ソニー）の作品および1999年のコメディ映画『ラヴ・スティンクス』のサウンドトラックで聴くことができる。

### 執筆業
2009年に初めての著作『ザ・エレクトリック・ベース・バイブル：ボリューム1・デクスタリティ・エクササイゼズ』が、チェリー音楽出版社から出版された。
また、バークリー音楽大学、イリノイ大学、TAXI、グラミー・ミュージアムで講演を務めた経歴を持つ。

## 協会、組合
- NARAS
- オーディオ協会
- アメリカ音楽家連盟
- ギター・センター・プロ諮問員会[8]
- コミッショナー（2011年、ウエストレイク・ポニー・ベースボール）
- グレート・リープ基金役員会

## ディスコグラフィ（抜粋）
- 1989年: No Borders（松居慶子）- エンジニア
- 1990年: Wake Up（シャラマー）- ミキシング
- 1991年: Night Waltz（松居慶子）- エンジニア
- 1992年: Cherry Blossom（松居慶子）- エンジニア、ミキシング、プログラミング、ドラム・プログラミング
- 1993年: Little More Magic（テディ・ペンダーグラス）- ドラム・プログラミング、エンジニア
- 1993年: My World（レイ・チャールズ）- ドラム・プログラミング、ミキシング、ドラムス
- 1993年: Runaway Love（アン・ヴォーグ）- ミキシング, エンジニア
- 1993年: Lethal Injection（アイス・キューブ）- ミキシング
- 1993年: Doll（松居慶子）- ドラム・プログラミング、プログラミング
- 1993年: Everlasting Love（メアリー・メアリー）- 作曲/編曲/制作
- 1994年: Lead and How to Swing It（トム・ジョーンズ）- ミキシング
- 1994年: Mind Body & Song（ジェイド）- エンジニア、ミキシング、リミキシング
- 1995年: Do You Wanna Ride?（アディーナ・ハワード）- ミキシング
- 1995年: For Lovers Only（テンプテーションズ）- ミキシング
- 1996年: 1, 2, 3, 4 (Sumpin' New)（クーリオ）- ミキシング
- 1996年: Dream Walk（松居慶子）- ドラム・プログラミング
- 1996年: Mouse House: Disney's Dance Mixes（ディズニー）- プログラミング、アレンジャー、ミキシング、エンジニア、プロデューサー
- 1996年: Most Requested Songs（ベニー・マードンズ）- ミキシング、ドラム・プログラミング
- 1996年: I'm Movin' On（シーシー・ペニストン）- ミキシング
- 1997年: Waterbed Hev（ヘヴィ・D）- エンジニア、ミキシング
- 1997年: Greatest Hits（アムブロシアー）- ミキシング
- 1997年: Love Always（ケー・シー＆ジョジョ）- ミキシング
- 1997年: Much Love（ショーラ・アーマ）- ミキシング
- 1997年: Forever（ボビー・ブラウン）- ミキシング
- 1997年: Men in Black （ウィル・スミス）- 作曲/編曲
- 1997年: Big Willie Style（ウィル・スミス）- ミキシング、ドラム・プログラミング
- 1998年: Talk on Corners（ザ・コアーズ）- ミキシング
- 1998年: Last Shall Be First [Clean]（サンズ・オブ・マン）- エンジニア、プロデューサー、ミキシング
- 1998年: Jennifer Paige（ジェニファー・ペイジ）- ドラム・プログラミング、リミキシング
- 1998年: Kiss the Sky（タチアナ・アリ）- プログラミング、キーボード、ミキシング
- 1998年: Naked Without You（テイラー・デイン）- ミキシング
- 1998年: Mi Respuesta（ラウラ・パウジーニ）- ミキシング
- 1998年: They Never Saw Me Comin'（TQ）- ミキシング
- 1999年: Millennium（ウィル・スミス）- 技術
- 1999年: クリスティーナ・アギレラ（クリスティーナ・アギレラ）
- 1999年: "リッキー・マーティン"（リッキー・マーティン）- エンジニア
- 1999年: "Ghetto Hymns"（デイヴ・ホリスター）- ミキシング、エンジニア
- 1999年: "It's Real"（ケー・シー＆ジョジョ）- ミキシング
- 1999年: "Wild Wild West [US CD Single]"（ウィル・スミス）- ミキシング、エンジニア
- 2000年: "Aijuswanaseing"（Musiq (Soulchild)）- ミキシング
- 2000年: "Love & Freedom"（ビービー・ワイナンズ）- ミキシング
- 2000年: "Remix Plus"（クリスティーナ・アギレラ）- ミキシング
- 2000年: "Sooner or Later"（ビビーマック）- ミキシング
- 2001年: "Best of the Corrs"（ザ・コアーズ）- ミキシング、リミキシング
- 2002年: "Black Suits/Nod Ya Head"（ウィル・スミス）- ミキシング、リミックス・プロデューサー、エンジニア、プロデューサー
- 2002年: "Born to Reign"（ウィル・スミス）- エンジニア、プロデューサー、ミキシング、ギター、ベース
- 2002年: "Emotional"（ケー・シー＆ジョジョ）- ミキシング
- 2002年: "From the Inside"（ラウラ・パウジーニ）- ミキシング
- 2002年: "Greatest Hits"（ウィル・スミス）- リミックス・プロデューサー、エンジニア、ミキシング、プロデューサー
- 2002年: "Twisted Angel"（リアン・ライムス）- ミキシング、エンジニア
- 2003年: "American Idol Season 2: All-Time Classic American Love Songs"（オムニバス）- ミキシング
- 2003年: "Best of the Corrs/Unplugged"（ザ・コアーズ）- リミキシング、ミキシング
- 2003年: "Metamorphosis"（ヒラリー・ダフ）- ミキシング
- 2003年: "Soulful"（ルーベン・スタッダード）- ミキシング
- 2003年: Cherry Blossom（松居慶子）- 作曲/編曲
- 2004年: "American Idol Season 3: Greatest Soul Classics"（オムニバス）- ミキシング
- 2004年: "Come Clean"（ヒラリー・ダフ）- ミキシング
- 2004年: "Little Voice"（ヒラリー・ダフ）- ミキシング、リミキシング
- 2004年: "You Made Me"（ジョシュ・トッド）- ミキシング
- 2005年: "20th Century Masters - The Christmas Collection"（フォー・トップス）- エンジニア
- 2005年: "Any Other Girl"（テモラ）- ミキシング
- 2005年: "Live: Beautiful Soul Tour"（ジェシー・マッカートニー）- ミキシング
- 2005年: "Ultimate Aaliyah"（アリーヤ）- ミキシング
- 2006年: "Christina Aguilera/Stripped"（クリスティーナ・アギレラ）- ミキシング
- 2006年: "What Love Is"（エリン・ボエーム）- 作曲
- 2007年: "Collaborations"（ジル・スコット）- ミキシング
- 2007年: "Naked Brothers Band [Bonus Tracks]"（ネイキッド・ブラザーズ・バンド）- ミキシング
- 2007年: The Best of Me（ヨランダ・アダムス）[9]
- 2007年: Moyo（松居慶子）
- 2008年: The Sound（メアリー・メアリー）
- 2008年: Bold Right Life（キエラ・キキ・シェアード）
- 2008年: Best of Hilary Duff（ヒラリー・ダフ）
- 2008年: "In the Name of Love: Africa Celebrates U2"（オムニバス）- ミキシング
- 2009年: "Skinny Jeanz and a Mic"（ニュー・ボーイズ）- ミキシング
- 2010年: "Big Time Rush"（ビッグ・タイム・ラッシュ）- ヴォーカル・エンジニア、ミキシング
- 2010年: "Charice"（シャリース・ペンペンコ）- ミキシング
- 2010年: "Just Charlie"（チャーリー・ウィルソン（英語版））- ミキシング
- 2010年:  シモレリ
- 2010年: Too Cool To Care（ニュー・ボーイズ）
- 2010年: The Road（松居慶子）
- 2010年:  ステラ・ムワンギ
- 2011年: Hello Fear（カーク・フランクリン）
- 2011年: HurtLoveBox（マーク・バラス）
- 2011年:  リズル・キックス
- 2011年: Something Big（メアリー・メアリー）
- 2011年: Shine On! Volume One（2011年9月30日リリース）[10]
- 2011年: "American Idol: 10th Anniversary: The Hits, Vol. 1"（オムニバス）- ミキシング
- 2011年: "Road..."（松居慶子）- ミキシング、エンジニア
- 2011年: "Too Cool to Care"（ニュー・ボーイズ）- ギター（ベース）、Pro Tools、ミキシング、プロデューサー
- リアン・ライムス
- ルーサー・ヴァンドロス

サウンドトラック
- 1992年: "ポケットいっぱいの涙" - サウンドトラック - エンジニア、ミキシング
- 1992年: "ディープ・カバー" - サウンドトラック - エンジニア、 ミキシング
- 1994年: "アバヴ・ザ・リム" - サウンドトラック - ミキシング、ミキシング・エンジニア
- 1994年: "ストリートファイター" - サウンドトラック - エンジニア
- 1994年: "ミ・ヴィダ・ロカ" - サウンドトラック - ミキシング
- 1996年: "サンセット・パーク" - サウンドトラック - ミキシング
- 1999年: "ラヴ・スティンクス" - サウンドトラック - プロデューサー
- 2000年: "ラヴ&バスケットボール" - サウンドトラック - ミキシング
- 2002年: "オール・アバウト・ザ・ベンジャミンズ" - サウンドトラック - ミキシング
- 2002年: "メン・イン・ブラック2" - サウンドトラック - ミキシング、プロデューサー[1]
- 2002年: アメリカン・アイドル（シーズン1）
- 2003年: アメリカン・アイドル（シーズン2）
- 2004年: "シンデレラ・ストーリー" - サウンドトラック - ミキシング
- 2006年: "MTV Presents Laguna Beach: Summer Can Last Forever" - サウンドトラック - ミキシング
- 2011年: "American Idol: 10th Anniversary: The Hits, Vol. 1"（オムニバス）- ミキシング

## グラミー賞
| 年     | カテゴリー                                             | 楽曲/アルバム                                          | 分野           | 結果                             |
| ------ | ------------------------------------------------------ | ------------------------------------------------------ | -------------- | -------------------------------- |
| 1996年 | 最優秀アルバム技術賞（クラシック以外）                 | 『Q'sジューク・ジョイント』                            | 制作および技術 | 受賞（クインシー・ジョーンズ）   |
| 1997年 | 最優秀ラップ・ソロ・パフォーマンス賞                   | 「メン・イン・ブラック」                               | ラップ         | 受賞（ウィル・スミス）           |
| 1999年 | 最優秀コンテンポラリー・ソウル・ゴスペル・アルバム賞   | 『マウンテン・ハイ・バレー・ロー』                     | R&B            | 受賞（ヨランダ・アダムス）       |
| 2000年 | 最優秀新人賞                                           | 『クリスティーナ・アギレラ』                           | 全般           | 受賞 (クリスティーナ・アギレラ)  |
| 2009年 | 最優秀ゴスペル・アルバム賞                             | 『ザ・サウンド』                                       | R&B            | ノミネート（メアリー・メアリー） |
| 2009年 | 最優秀ゴスペル・パフォーマンス賞                       | 『メアリー・メアリー』                                 | R&B            | 受賞（メアリー・メアリー）       |
| 2009年 | 最優秀ゴスペル・アルバム賞                             | 『ボールド・ライト・ ライフ』                          | R&B            | ノミネート（キエラ・シェアード） |
| 2010年 | 最優秀トラディショナル・ポップ・ヴォーカル・アルバム賞 | 『レット・イット・ビー：ナティス・イン・ナッシュビル』 | R&B            | ノミネート（ジョニー・マティス） |
| 2011年 | 最優秀ゴスペル・アルバム賞                             | 『ハロー・フィアー』                                   | R&B            | 受賞（カーク・フランクリン）     |
| 2011年 | 最優秀ゴスペル・アルバム賞                             | 『サムシング・ビッグ』                                 | R&B            | ノミネート（メアリー・メアリー） |

## 著書
- 『ザ・エレクトリック・ベース・バイブル：ボリューム1・デクスタリティ・エクササイゼズ』（2009年）

## 発展資料
- Taxi: Interview with Rob Chiarelli
- LaunchMondays: Interview with Rob Chiarelli（2010年3月）